# Cicurina shasta
Cicurina shasta là một loài nhện trong họ Dictynidae.
Loài này thuộc chi Cicurina. Cicurina shasta được Ralph Vary Chamberlin & Wilton Ivie miêu tả năm 1940.